# 尤寧萊克 (密歇根州)
尤寧萊克（英語：Union Lake）是位於美國密歇根州奧克蘭縣沃特福德鎮區的一個非建制地區。

## 地理
尤寧萊克所處的海拔為高於海平面286米（即938英呎），而該地所採用的時區為UTC-5，即北美东部時區（EST）。同時該地設有夏令時間，為UTC-5調快一小時，即UTC-4（EDT）。